# Lynx des Balkans
Lynx lynx balcanicus, Lynx lynx martinoi
Pour les articles homonymes, voir Lynx (homonymie).
Sous-espèce
Statut de conservation UICN

 CR  : 
En danger critique
Le Lynx des Balkans (Lynx lynx balcanicus syn. Lynx lynx martinoi) est une sous-espèce du Lynx boréal. Il est parfois surnommé « fantôme de la forêt », « symbole de la nature » ou encore « tigre des Balkans ».
On le trouve en Bosnie, à l'est de l'Albanie et à l'ouest de la Macédoine du Nord, avec de plus petites populations au Kosovo et au Monténégro. Il est considéré comme le symbole national de la Macédoine du Nord et figure sur la pièce de cinq denars. On pense qu'en Macédoine du Nord, il ne reste plus que 20 à 39 lynx des Balkans, principalement dans le parc national de Mavrovo. Ce félin est considéré comme le plus gros d'Europe. Il a été aperçu en 2011 et 2012 dans la région montagneuse du nord de l'Albanie et dans les limites du Parc national Shebenik-Jabllanice.
Il est classé en danger critique d'extinction et est protégé depuis 1969 ; malgré cela, le braconnage et la destruction de son habitat menacent les populations restantes. Il reste encore entre 15 et 20 individus en Albanie. Le lynx des Balkans est au bord de l'extinction depuis près d'un siècle, avec un nombre total estimé à moins de 39. On pense que la diminution du nombre de lynx est due au braconnage illégal. Il a été redécouvert à l’orée des années 2000.
Bien qu'il soit répertorié comme une sous-espèce dans la plupart des reportages et références taxonomiques, il y a eu un certain différend à propos de ces affirmations.    

## Répartition
Le lynx des Balkans se trouve dans le sud-ouest des Balkans, en Bosnie, Albanie, en Macédoine du Nord et potentiellement au Kosovo, au Monténégro et en Grèce. Cette région abrite une population en danger critique d'extinction, estimée à 30 individus adultes sur plus de 5 000 km2. Les populations se rétablissent depuis les années 1935-1940 où seulement 15 à 20 lynx étaient en vie. Elles semblaient se rétablir après la Seconde Guerre mondiale, mais la population a diminué depuis 1974, alors qu'elle était estimée à 280 lynx, et qu'elle était estimée à 90 lynx en 2000.

## Habitat
Ils vivent dans des brousses, des forêts de feuillus, sempervirentes ou mixtes. Ils ne migrent pas mais chassent occasionnellement dans les terres arbustives, les zones cultivées et les pâturages de haute montagne pendant l'été. Ils chassent principalement le chevreuil, le chamois et le lièvre. Le lynx des Balkans est classé en danger critique d'extinction du fait de sa faible population, répartie en deux sous-populations en Albanie et dans le parc national de Mavrovo en Macédoine du Nord.

## Reproduction
La saison des amours va de février à mi-avril. L'œstrus dure trois jours. Le mâle et la femelle se nourrissent souvent ensemble pendant cette période. On pense que les femelles accouchent généralement fin mai/début juin.
Les portées peuvent aller de un à cinq chatons. Un lynx nouveau-né pèse environ 300 grammes. À trois mois, les chatons commencent à suivre la mère hors de la tanière de la grotte rocheuse pour manger la viande de ses abats. À dix mois, généralement vers mars ou avril, les chatons quittent leur mère pour être indépendants.

## Comportement
Les lynx sont principalement solitaires, sauf pour s'accoupler et élever des petits. Les territoires sont marqués par des sécrétions spéciales, de l'urine ou des matières fécales. Les mâles ont de plus grands territoires pour avoir accès à une ou deux femelles. On pense que le territoire des mâles s'étend de 180 km2 à 2 780 km2, celui des femelles de 98 km2 à 759 km2. Les mères et les filles ont parfois des territoires qui se chevauchent considérablement.
Les lynx sont actifs le soir et la nuit et dorment pendant la journée.
Ils chassent généralement des lièvres et des lapins. Cependant, il est aussi capable de capturer de petits ongulés tels que chevreuils, chamois ou jeunes cerfs. Bien que le lynx aurait tué jusqu'à 30 % de la population de chevreuils dans le nord de l'Europe, il n'est généralement pas considéré comme une menace pour le bétail. Cependant, en Norvège, les lynx ont tué un nombre croissant de moutons, jusqu'à 10000 entre 1996 et 2001.

## Menaces
Les menaces les plus sérieuses pour le lynx des Balkans sont la faible taille de la population, la dégradation de l'habitat et le braconnage. Le braconnage affecte directement et indirectement les lynx des Balkans. Les chasseurs qui chassent la petite faune et le gibier nuisent indirectement aux lynx en limitant les sources de nourriture. Il est illégal de chasser les lynx des Balkans, mais il existe pourtant un marché de fourrures. En outre, des lynx empaillés sont utilisés comme décorations dans certains restaurants de la campagne d'Albanie et de la Macédoine du Nord. Les stations touristiques et les activités récréatives ont peu ou pas d'effets sur la population, tandis que la chasse sportive et les stations de ski peuvent perturber la population dans les parcs nationaux, où la majorité des lynx des Balkans habitent. La dégradation de l'habitat se situe principalement en Albanie, où l'exploitation forestière a fait des ravages sur l'environnement et affecte négativement le lynx des Balkans. Les forêts albanaises se remettent d'une surexploitation depuis les années 1800. Bien qu'il soit illégal de continuer à exploiter l'habitat protégé du lynx des Balkans, cela est toujours fait et peut potentiellement détruire le seul habitat de l'animal.
Parce qu'ils ont une faible densité de population, il est difficile pour les adultes matures de s'accoupler. La population est séparée en deux sous-populations différentes en Albanie et en Macédoine du Nord, ce qui entrave encore le processus d'accouplement, bien qu'il ait été confirmé que les deux populations étaient stabilisées grâce au programme de rétablissement du lynx des Balkans. Une légère inquiétude existe avec l'expansion de la population indigène et réintroduite du lynx des Carpates qui pourrait menacer l'intégrité génétique de la population de lynx des Balkans.

## Le lynx des Balkans et l'Homme
Les attitudes du public à l'égard du lynx des Balkans ont fait l'objet d'études en sciences sociales, qui indiquent qu'elles sont pour la plupart positives, bien que l'animal soit peu connu et que de nombreuses idées fausses persistent sur sa taille, son comportement et son écologie.
C'est un symbole national de la Macédoine du Nord et il figure sur la pièce de cinq denars macédoniens.

## Conservation
Depuis fin 2015, cette sous-espèce du lynx boréal est classée en danger critique d’extinction à l’état sauvage par l'Union internationale pour la conservation de la nature (UICN). Il est également protégé par la convention sur le commerce international des espèces menacées d'extinction (CITIES) par l'annexe II, la Convention relative à la conservation de la vie sauvage et du milieu naturel de l'Europe par l'annexe III, la directive de l'UE sur les habitats et les espèces par les annexes II et IV, ainsi que par tous les pays de l'aire de répartition.

### Programme de rétablissement
Un programme de trois ans appelé programme de rétablissement du lynx des Balkans (BLRP) a été lancé en 2006 pour combiner la protection des lynx et de leurs habitats en Albanie et en Macédoine du Nord. Parrainé par la fondation Mava basée en Suisse, les objectifs du programme étaient d'étudier et de surveiller la population de lynx, de recueillir des données sur leur répartition, les tendances de la population, les habitats, d'élaborer une stratégie de conservation et des plans d'action nationaux à travers l'aire de répartition du lynx des Balkans ; également du lobbying dans les zones protégées de la ceinture verte européenne, et établir des partenariats professionnels avec les parties prenantes concernées par la protection de la nature. Le lynx des Balkans a été défini comme une espèce parapluie.

### Projet sur la dimension humaine
Parallèlement, un projet sur la dimension humaine a été lancé en Albanie et en Macédoine du Nord, financé par le Conseil norvégien de la recherche. Le but du projet était d'explorer la relation homme-grand carnivore, les conflits possibles, les attitudes de la population locale et les défis de la coopération transfrontalière dans la conservation des grands carnivores. La deuxième phase du programme de rétablissement du lynx des Balkans a été mise en place en 2010, poursuivant le travail accompli depuis 2006. Cette fois, ils ont approfondi et commencé une étude scientifique, soutenue par le Fonds national suisse de la recherche scientifique. Pendant ce temps, trois lynx mâles ont été capturés et étiquetés avec des colliers GPS et un système de surveillance intensive a été mis en place dans la zone centrale d'habitat, ainsi qu'un réseau de surveillance de la faune. Ce projet a duré de 2010 à 2012. La troisième phase du BLRP a débuté de 2013 à 2016 et se concentre sur la sensibilisation sur l'état critique du lynx des Balkans, dans les écoles primaires aux niveaux local, national et international. Ils poursuivent également les travaux de surveillance de la zone principale d'habitation du lynx des Balkans et d'élargissement du projet pour combiner la recherche en Macédoine du Nord et en Albanie.